# Superliga de Grecia 2014-15
La temporada 2014-15 fue la 56.ª edición de la Superliga de Grecia, la máxima competición futbolística de Grecia. El Olympiacos es el actual defensor del título.
Los ascendidos de la Segunda División 2013/14 son el Niki Volos (campeón) y el Kerkyra (subcampeón).
Al final de la temporada, el club campeón se clasificará para la Liga de Campeones de la UEFA 2015-16, mientras que el club vencedor de los playoffs jugará la tercera ronda de la misma competición. Los equipos que acaben en segundo y tercer lugar en los playoffs se clasificarán para la fase de clasificación de la UEFA Europa League 2015-16. Los 4 equipos con el menor puntaje descenderán a la Segunda División 2015 Un tercer cupo a la UEFA Europa League 2015-16 será para el vencedor de la Copa de Grecia.
El 25 de febrero de 2015, el Gobierno griego decidió suspender por tiempo indefinido el campeonato debido a los graves altercados entre aficionados sucedidos días antes. Se reanudó dos semanas después.

## Ascensos y descensos
| Pos. | de Superliga de Grecia 2013-14 |
| ---- | ------------------------------ |
| 17.º | Apollon Smyrnis                |
| 18.º | Aris Salonica                  |

| Pos. | de Beta Ethniki 2013-14 |
| ---- | ----------------------- |
| 1.º  | Niki                    |
| 2.º  | Kerkyra                 |

## Equipos y estadios
| Equipo           | Ciudad    | Estadio                          | Capacidad | Entrenador             |
| ---------------- | --------- | -------------------------------- | --------- | ---------------------- |
| Asteras Tripolis | Trípoli   | Estadio Asteras Tripolis         | 7.616     | Staikos Vergetis       |
| Atromitos        | Atenas    | Estadio Peristeri                | 10.200    | Nikos Nioplias         |
| Ergotelis        | Heraklion | Estadio Pankritio                | 25.780    | Giannis Taousianis     |
| Kalloni          | Mytilene  | Mytilene Municipal Stadium       | 4.000     | Vangelis Vlachos       |
| Kerkyra          | Kerkyra   | Estadio Kerkyra                  | 2.685     | Michalis Grigoriou     |
| Levadiakos       | Lebadea   | Levadia Municipal Stadium        | 6.500     | Savvas Pantelidis      |
| Niki             | Volos     | Pantelis Magoulas (Klouva)       | 22.700    | Panagiotis Tzanavaras  |
| OFI Creta        | Heraklion | Estadio Theodoros Vardinogiannis | 9.088     | Nikos Anastopoulos     |
| Olympiacos       | Pireo     | Estadio Georgios Karaiskakis     | 32.115    | Vítor Pereira          |
| Panathinaikos    | Atenas    | Estadio Apostolos Nikolaidis     | 16.118    | Yannis Anastasiou      |
| Panetolikos      | Agrinio   | Estadio Panetolikos              | 6.500     | Makis Chavos           |
| Panionios Atenas | Atenas    | Estadio Nea Smyrni               | 11.700    | Marinos Ouzounidis     |
| Panthrakikos     | Komotini  | Komotini Municipal Stadium       | 6.198     | José Manuel Roca Cases |
| PAOK Salónica    | Salónica  | Estadio La Tumba                 | 28.703    | Giorgos Georgiadis     |
| PAS Giannina     | Ioannina  | Estadio Zosimades                | 7.652     | Ioannis Petrakis       |
| Platanias        | Platanias | Estadio Municipal Perivolia      | 3.800     | Giannis Christopoulos  |
| Skoda Xanthi     | Xanthi    | Skoda Xanthi Arena               | 7.361     | Răzvan Lucescu         |
| Veria            | Veria     | Estadio Municipal de Veria       | 7.000     | Stefanos Gaitanos      |

## Tabla de posiciones
Actualizado el 10 de mayo de 2015
| Pos. | Equipo          | Pts. | PJ | G  | E  | P  | GF | GC | Dif. | Clasificación o descenso                                     |
| ---- | --------------- | ---- | -- | -- | -- | -- | -- | -- | ---- | ------------------------------------------------------------ |
| 1    | Olympiacos (C)  | 78   | 34 | 24 | 6  | 4  | 79 | 23 | +56  | Campeón y clasificado a Liga de Campeones de la UEFA 2015-16 |
| 2    | Panathinaikos   | 66   | 34 | 21 | 6  | 7  | 59 | 31 | +28  | Clasificado a playoffs                                       |
| 3    | PAOK Salónica   | 65   | 34 | 20 | 5  | 9  | 57 | 42 | +15  | Clasificado a playoffs                                       |
| 4    | Asteras Tripoli | 59   | 34 | 17 | 8  | 9  | 52 | 37 | +15  | Clasificado a playoffs                                       |
| 5    | Atromitos       | 54   | 34 | 14 | 12 | 8  | 43 | 27 | +16  | Clasificado a playoffs                                       |
| 6    | PAS Giannina    | 53   | 34 | 13 | 14 | 7  | 47 | 33 | +14  |                                                              |
| 7    | Panetolikos     | 52   | 34 | 14 | 10 | 10 | 41 | 28 | +13  |                                                              |
| 8    | Skoda Xanthi    | 47   | 34 | 12 | 11 | 11 | 44 | 41 | +3   |                                                              |
| 9    | Platanias       | 44   | 34 | 12 | 8  | 14 | 32 | 30 | +2   |                                                              |
| 10   | Kalloni         | 44   | 34 | 11 | 11 | 12 | 34 | 39 | −5   |                                                              |
| 11   | Panthrakikos    | 43   | 34 | 11 | 10 | 13 | 35 | 44 | −9   |                                                              |
| 12   | Panionios       | 43   | 34 | 11 | 10 | 13 | 43 | 42 | +1   |                                                              |
| 13   | Veria           | 43   | 34 | 12 | 7  | 15 | 45 | 54 | −9   |                                                              |
| 14   | Levadiakos      | 43   | 34 | 12 | 7  | 15 | 41 | 34 | +7   |                                                              |
| 15   | Ergotelis       | 32   | 34 | 8  | 8  | 18 | 35 | 60 | −25  | Descendido a Beta Ethniki 2015-16.                           |
| 16   | OFI Creta       | 13   | 34 | 7  | 2  | 25 | 26 | 72 | −46  | Descendido a Beta Ethniki 2015-16.                           |
| 17   | Niki Volos      | 7    | 34 | 2  | 1  | 31 | 7  | 84 | −77  | Descendido a Beta Ethniki 2015-16.                           |
| 18   | Kerkyra         | 44   | 34 | 12 | 8  | 14 | 39 | 38 | +1   | Descendido a Beta Ethniki 2015-16.                           |

 Fuente: Superleague Greece
Criterios de clasificación: 1) Puntos; 2) puntos entre sí; 3) diferencia de goles.
Notas:
1. ↑  A Panathinaikos se le restaron 3 puntos debido al comportamiento extremo de sus fanáticos.[5]
2. ↑  Al OFI Creta se le restaron 10 puntos debido a la falta de pago sobre los salarios de exjugadores.[6]
3. ↑  El 23 de enero de 2015, la comisión de disciplina de la Liga decretó el descenso administrativo del Niki Volos por sus problemas económicos.[7]
4. ↑  Kerkyra relegado por transferencia ilegal de acciones.[8] Kerkyra was given the last position of the league table.[9]

### Resultados
| Local \ Visitante | AST | ATR | ERG | KAL | KER | LEV | NVL | OFI | OLY | PAT | PNT | PIO | PTH | PAOK | PAS | PLA | SKO | VER |
| ----------------- | --- | --- | --- | --- | --- | --- | --- | --- | --- | --- | --- | --- | --- | ---- | --- | --- | --- | --- |
| Asteras Tripoli   |     | 1–0 | 2–1 | 1–0 | 2–0 | 2–1 | 3–0 | 6–1 | 0–0 | 1–1 | 1–1 | 2–0 | 2–1 | 3–0  | 2–2 | 1–0 | 2–1 | 2–0 |
| Atromitos         | 4–3 |     | 1–1 | 0–0 | 2–1 | 1–0 | 0–3 | 3–0 | 1–0 | 2–0 | 0–0 | 3–1 | 2–0 | 4–0  | 1–1 | 1–0 | 2–0 | 0–0 |
| Ergotelis         | 1–4 | 1–2 |     | 3–3 | 1–2 | 0–2 | 0–3 | 3–2 | 2–3 | 0–2 | 1–1 | 2–2 | 2–1 | 0–2  | 1–0 | 0–3 | 0–2 | 2–2 |
| Kalloni           | 1–0 | 1–1 | 2–0 |     | 1–0 | 0–0 | 0–3 | 0–3 | 0–5 | 1–0 | 0–0 | 1–0 | 2–0 | 1–2  | 1–0 | 0–0 | 2–2 | 4–1 |
| Kerkyra           | 1–0 | 1–1 | 3–1 | 2–0 |     | 0–0 | 0–3 | 4–1 | 0–4 | 1–1 | 1–2 | 1–0 | 2–1 | 0–1  | 2–0 | 1–2 | 0–0 | 4–0 |
| Levadiakos        | 3–1 | 2–1 | 1–1 | 3–0 | 2–3 |     | 0–3 | 0–3 | 1–2 | 1–1 | 0–0 | 1–0 | 1–1 | 1–2  | 1–2 | 0–0 | 1–2 | 0–2 |
| Niki Volos        | 0–2 | 0–1 | 1–4 | 2–0 | 0–0 | 0–3 |     |     | 0–3 | 0–3 | 0–3 | 0–3 | 1–0 | 0–3  | 0–3 | 0–3 | 0–3 | 0–3 |
| OFI Creta         | 2–3 | 1–0 | 1–0 | 1–1 | 3–2 | 0–2 | 0–3 |     | 0–3 | 2–3 | 1–0 | 0–3 | 0–1 | 3–1  | 0–3 | 0–3 | 0–1 | 0–1 |
| Olympiacos        | 2–0 | 2–1 | 3–0 | 5–0 | 3–0 | 4–0 | 3–1 | 3–0 |     | 1–0 | 2–0 | 2–0 | 5–1 | 1–2  | 2–2 | 2–1 | 2–0 | 3–0 |
| Panathinaikos     | 2–2 | 2–0 | 5–0 | 1–0 | 2–0 | 1–0 | 1–0 | 1–2 | 2–1 |     | 1–0 | 2–1 | 4–0 | 4–3  | 3–1 | 3–0 | 2–0 | 2–1 |
| Panetolikos       | 2–0 | 1–1 | 4–0 | 2–0 | 0–1 | 0–1 | 0–3 | 3–1 | 1–1 | 0–1 |     | 2–1 | 3–1 | 0–1  | 0–0 | 1–0 | 5–2 | 2–0 |
| Panionios         | 2–1 | 2–2 | 2–1 | 0–2 | 0–0 | 1–0 | 2–1 | 2–0 | 2–2 | 1–1 | 3–0 |     | 2–1 | 0–0  | 0–1 | 0–0 | 1–1 | 4–2 |
| Panthrakikos      | 1–1 | 1–1 | 0–0 | 3–2 | 1–0 | 1–0 | 3–0 | 0–0 | 1–3 | 2–1 | 0–0 | 1–0 |     | 3–1  | 1–1 | 1–0 | 2–0 | 1–1 |
| PAOK Salónika     | 0–0 | 2–1 | 1–0 | 1–1 | 2–1 | 1–0 | 3–0 | 4–0 | 0–0 | 1–2 | 1–2 | 3–2 | 3–2 |      | 1–1 | 1–0 | 2–1 | 4–1 |
| PAS Giannina      | 3–1 | 1–0 | 0–0 | 0–0 | 2–1 | 0–4 | 4–0 | 3–0 | 3–1 | 0–0 | 0–0 | 1–3 | 2–2 | 3–0  |     | 1–0 | 2–2 | 4–1 |
| Platanias         | 0–1 | 0–0 | 1–2 | 1–0 | 1–1 | 1–3 | 3–1 | 1–0 | 1–1 | 2–3 | 2–0 | 3–0 | 2–0 | 0–4  | 0–0 |     | 1–0 | 1–0 |
| Skoda Xanthi      | 0–0 | 1–0 | 0–1 | 2–1 | 0–0 | 2–0 | 2–0 | 2–1 | 1–3 | 4–2 | 3–0 | 1–1 | 0–0 | 4–2  | 1–1 | 0–0 |     | 2–2 |
| Veria             | 4–0 | 1–1 | 0–1 | 1–1 | 2–1 | 2–1 | 2–0 | 4–1 | 0–2 | 1–0 | 1–3 | 2–2 | 0–1 | 1–3  | 2–0 | 2–0 | 3–2 |     |

## Playoffs
El grupo de playoffs se disputa a partidos de ida y vuelta en seis jornadas, el ganador accede a la Liga de Campeones de la UEFA 2015-16. El quinto equipo en la clasificación general de la temporada regular inicia los playoffs con 0 puntos. Los otros equipos se les asigna el número de puntos correspondientes a la diferencia de puntos entre ellos y el club quinto clasificado, dividido entre 5 y redondeado al número entero más próximo. 
| Pos. | Equipo          | Pts. | PJ | G | E | P | GF | GC | Dif. | Clasificación                                         |
| ---- | --------------- | ---- | -- | - | - | - | -- | -- | ---- | ----------------------------------------------------- |
| 2    | Panathinaikos   | 15   | 6  | 4 | 1 | 1 | 9  | 2  | +7   | Clasificado a la Liga de Campeones de la UEFA 2015-16 |
| 3    | Asteras Tripoli | 10   | 6  | 2 | 3 | 1 | 2  | 4  | −2   | Clasificado a la Liga Europea de la UEFA 2015-16      |
| 4    | Atromitos       | 8    | 6  | 2 | 2 | 2 | 4  | 4  | 0    | Clasificado a la Liga Europea de la UEFA 2015-16      |
| 5    | PAOK Salónica   | 4    | 6  | 0 | 2 | 4 | 1  | 6  | −5   | Clasificado a la Liga Europea de la UEFA 2015-16      |

 Fuente: Superleague Greece
Criterios de clasificación: 1) Puntos; 2) puntos entre sí; 3) diferencia de goles; 4) clasificación en etapa regular.

### Resultados en playoffs
| Local \ Visitante | AST | ATR | PAT | PAOK |
| ----------------- | --- | --- | --- | ---- |
| Asteras Tripoli   |     | 1–0 | 0–4 | 1–0  |
| Atromitos         | 0–0 |     | 2–0 | 1–1  |
| Panathinaikos     | 0–0 | 2–0 |     | 2–0  |
| PAOK Salónica     | 0–0 | 0–1 | 0–1 |      |

## Estadísticas

### Máximos goleadores
Detalle con los máximos goleadores de la Super Liga de Grecia, de acuerdo con los datos oficiales de la Federación Helénica de Fútbol:
| Jugador               | Equipo           | Goles |
| --------------------- | ---------------- | ----- |
| Jerónimo Barrales     | Asteras Tripolis | 17    |
| Kostas Mitroglou      | Olympiacos       | 16    |
| Alejandro Domínguez   | Olympiacos       | 15    |
| Marcus Berg           | Panathinaikos    | 13    |
| Nikolaos Karelis      | Panathinaikos    | 13    |
| Stefano Napoleoni     | Atromitos        | 13    |
| Nikolaos Kaltsas      | Veria            | 12    |
| Stefanos Athanasiadis | PAOK Salónica    | 11    |
| Igor de Souza         | Panthrakikos     | 11    |
| Dimitris Kolovos      | Panionios        | 11    |
| Facundo Pereyra       | PAOK Salónica    | 11    |

### Máximos asistentes
| Jugador                 | Equipo           | Asistencias |
| ----------------------- | ---------------- | ----------- |
| Alejandro Domínguez     | Olympiacos       | 11          |
| Brana Ilić              | PAS Giannina     | 10          |
| Nicolás Martínez        | Panetolikos      | 10          |
| El Fardou Ben Nabouhane | Veria            | 9           |
| Martín Rolle            | Asteras Tripolis | 8           |